# أراوزو دي مايل
بلدية أراوزو دي مايل (بالإسبانية: Arauzo de Miel)، هي إحدى بلديات مقاطعة برغش، التي تقع في منطقة قشتالة وليون، والتي تقع في شمال غرب إسبانيا. يبلغ عدد سكانها 387 نسمة وفقاً لإحصائية سنة (2002).